# Imidazolo
L'imidazolo (1,3-diazolo o 1H-imidazolo) è un composto eterociclico aromatico, avente due atomi di azoto separati da un CH all'interno di un anello a cinque termini. A temperatura ambiente si presenta come un solido di tonalità da incolore a giallo e dall'odore di ammina; è solubile in acqua dando una soluzione leggermente basica.
In chimica analitica veniva utilizzato nel metodo di Karl Fischer per l'analisi quantitativa dell'acqua.

## Struttura e proprietà
Presenta carattere aromatico poiché, come nel pirrolo, l'azoto (quello a cui è legato anche un atomo di idrogeno) condivide il suo doppietto elettronico nella delocalizzazione. Presenta anche carattere basico, poiché l'altro azoto non condivide il suo doppietto nella delocalizzazione e risulta quindi disponibile a legarsi con un H+ ceduto da un acido. Alcune delle sue strutture di risonanza sono le seguenti:
L'imidazolo è anfiprotico, cioè può funzionare sia come un acido che come una base, grazie al fatto che l'NH può cedere l'H+ mentre l'N libero può riceverlo con il suo doppietto. Come acido, la pKa dell'imidazolo è 14,5, rendendolo molto meno acido di acidi carbossilici, meno acido di fenoli e immidi, ma leggermente più acido degli alcoli. Come base, la pKa dell'acido coniugato è di circa 7, rendendo l'imidazolo circa sessanta volte più basico della piridina e circa 27.000 volte più basico del suo isomero pirazolo (pKb = 11,48). La protonazione dà il catione imidazolio, che è uno ione simmetrico, particolarmente stabilizzato per risonanza dato che la carica positiva può ripartirsi nei due atomi di azoto senza intaccare l'aromaticità.

## Presenza in natura
Caratterizza l'amminoacido istidina e l'istamina, e grazie al suo carattere basico e all'abbondante presenza dell'istidina nell'emoglobina, il gruppo imidazolico costituisce, con il suo equilibrio di dissociazione, uno dei tre sistemi tampone che stabilizzano il pH del sangue. L'istidina può essere convertita in istamina per decarbossilazione:
La struttura dell'imidazolo è parte della molecola teofillina, presente nelle foglie di tè e caffè, uno stimolante del sistema nervoso centrale, come anche della teobromina, presente nel cacao.

## Applicazioni
L'imidazolo è diventato una parte importante di molti prodotti farmaceutici. Anelli imidazolici sintetici sono presenti in molti fungicidi, antiprotozoici e farmaci antipertensivi.
Un certo numero di imidazoli sostituiti, tra cui clotrimazolo, sono inibitori selettivi della ossido nitrico sintasi, che li rende bersagli interessanti in disturbi infiammatori, malattie neurodegenerative e tumori del sistema nervoso.Altre attività biologiche del farmacoforico imidazolo riguardano la down-regulation intracellulare dei flussi degli ioni calcio (Ca2+) e potassio (K+), e l'interferenza con l'inizio della trasduzione.
I derivati dell'imidazolo sostituiti sono utili nel trattamento di molte infezioni fungine sistemiche. Gli imidazoli appartengono alla classe degli antimicotici azolici, che comprende ketoconazolo, miconazolo e clotrimazolo.
Per confronto, un altro gruppo di azoli sono i triazoli, che comprende fluconazolo, itraconazolo e voriconazolo. La differenza tra gli imidazoli e i triazoli comporta il meccanismo di inibizione dell'enzima citocromo P450. L'azoto basico in posizione 3 del composto imidazolico si lega all'atomo di ferro del gruppo eme del citocromo P450, mentre l'azoto in 4 dei triazoli si lega al gruppo eme direttamente. I triazoli hanno dimostrato di avere una maggiore specificità per il citocromo P450 degli imidazoli, rendendoli più potenti.
Alcuni derivati dell'imidazolo mostrano effetti sugli insetti, ad esempio il nitrato di sulconazolo presenta un forte effetto anti-alimentazione sulle larve di scarabeo australiano Anthrenocerus australis, così come l'econazolo nitrato con la tarma comune dei vestiti Tineola bisselliella.

### Industriali
L'imidazolo è stato ampiamente utilizzato come inibitore di corrosione su alcuni metalli di transizione, come il rame. Impedire la corrosione del rame è importante, specialmente in sistemi acquosi, in cui la conduttività del rame diminuisce a causa della corrosione.
Molti composti di rilevanza industriale e tecnologica contengono derivati dell'imidazolo. Il termostabile polibenzimidazolo (PBI) contiene imidazolo fuso con un anello di benzene e collegato a un altro benzene, e agisce come un ignifugo (flame retardant).